# Marcos Gomes de Araujo
Marcos Gomes de Araujo (Rio Brilhante, 23 maart 1976), ook wel kortweg Marquinhos genoemd, is een Braziliaans voetballer.